# Baby (canción de Justin Bieber)
«Baby» es una canción interpretada por el cantante canadiense Justin Bieber y el rapero norteamericano Ludacris, lanzada originalmente como el primer sencillo de su segundo álbum de estudio, My World 2.0 (2010). Fue escrita por Christopher "Tricky" Stewart y Terius "The-Dream" Nash, quienes ya habían trabajado con Bieber en el tema «One Time» y también con la cantante Christina Milian y el rapero Ludacris. Está disponible en descarga digital desde el 18 de enero de 2010. La canción recibió un airplay en las radios directamente después de su lanzamiento desde el 26 de enero de 2010. La canción es un R&B, con mezclas de doo wop y elementos del hip hop. 
El vídeo de «Baby» poseyó el récord no grato de ser el vídeo con mayor «no me gusta» en el portal de YouTube, con más de 9,5 millones de votos en contra, hasta el 13 de diciembre del año 2018, cuando fue superado por el YouTube Rewind 2018. Además es, para 2016, el decimocuarto vídeo más visto de YouTube, con más de 1 500 millones de visitas, siendo superado por «Gangnam Style», «See You Again», «Blank Space», entre otros. A inicios de 2020, el vídeo de «Baby» cuenta con más de 11 millones de «no me gusta», contra nada más que 12,5 millones de «me gusta».
Según Billboard, hasta mayo de 2013, «Baby» había sido descargada 3.900.000 veces en Estados Unidos y 7.000.000 en todo el mundo. Se calcula que en 2018 la canción ha llegado a vender más de 11 millones de ventas digitales globalmente.

## Antecedentes
«Baby» fue escrita por el cantante Justin Bieber con Christopher "Tricky" Stewart y Terius "The-Dream" Nash, que trabajaron con Bieber en «One Time». Bieber estrenó por primera vez la canción actuando en MuchMusic el 28 de diciembre de 2009. Unos días antes del lanzamiento del sencillo, Bieber publicó una versión acústica de la canción a su YouTube con su guitarrista Dan Kanter, similar a como lo hizo con «Favorite Girl».	

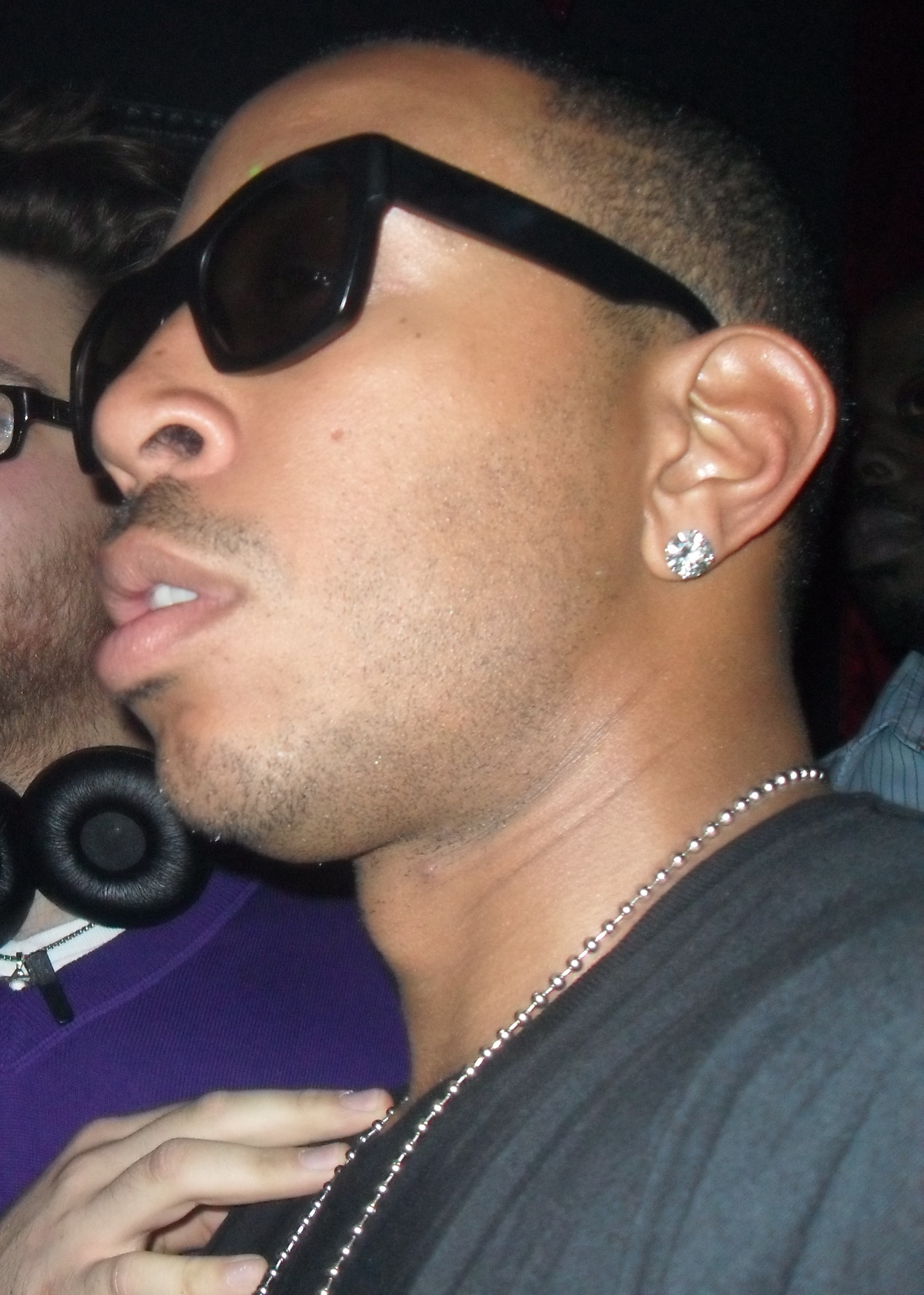
Ludacris, quien participó al prestar su voz en la canción.

En una entrevista con MTV News, Ludacris dijo que tenía que «profundizar» la letra de la canción.

## Track listing
| N.º | Título                      | Duración |  |
| 1.  | «Baby» (featuring Ludacris) | 3:34     |  |

## Posicionamiento en listas

### Semanales
| País            | Lista                                       | Mejor posición |
| --------------- | ------------------------------------------- | -------------- |
| Argentina       | Buenos Aires, La Plata                      | 2              |
| Austria         | Austrian Singles Chart                      | 27             |
| Bélgica         | Belgian Singles Chart (Flanders)            | 15             |
| Bélgica         | Belgian Singles Chart (Wallonia)            | 13             |
| Brasil          | Brasil Airplay (Crowley Broadcast Analysis) | 4              |
| Canadá          | Canadian Hot 100                            | 3              |
| República Checa | Czech Airplay Chart                         | 20             |
| Dinamarca       | Danish Singles Chart                        | 13             |
| Alemania        | Dutch Top 40                                | 23             |
| Europa          | European Hot 100                            | 2              |
| Francia         | French Digital Singles Chart                | 9              |
| Francia         | French Physical Singles Chart               | 1              |
| Alemania        | German Singles Chart                        | 22             |
| Hungría         | Hungarian Singles Chart                     | 9              |
| Irlanda         | Irish Singles Chart                         | 7              |
| Japón           | Japan Hot 100                               | 3              |
| Nueva Zelanda   | New Zealand Singles Chart                   | 4              |
| Noruega         | Norwegian Singles Chart                     | 3              |
| Eslovaquia      | Slovak Airplay Chart                        | 10             |
| Suecia          | Swedish Singles Chart                       | 25             |
| Suiza           | Swiss Singles Chart                         | 25             |
| Reino Unido     | UK Singles Chart                            | 3              |
| Reino Unido     | UK R&B Chart                                | 2              |
| Estados Unidos  | U.S. Billboard Hot 100                      | 5              |
| Estados Unidos  | U.S. Hot R&B/Hip-Hop Songs                  | 96             |
| Estados Unidos  | U.S. Latin Pop Songs                        | 34             |
| Estados Unidos  | U.S. Mainstream Top 40 (Pop Songs)          | 16             |

## Certificaciones
| País           | Organismo certificador                        | Certificación | Simbolización | Ref.   |
| -------------- | --------------------------------------------- | ------------- | ------------- | ------ |
| Australia      | Australian Recording Industry Association     | Platino       | ▲             | [ 26 ] |
| Bélgica        | Ultratop                                      | Oro           | ●             | [ 27 ] |
| Japón          | Recording Industry Association of Japan       | Oro           | ●             | [ 28 ] |
| Nueva Zelanda  | Recording Industry Association of New Zealand | Platino       | ▲             | [ 29 ] |
| Estados Unidos | Recording Industry Association of America     | 12x Platino   | 12•           | [ 30 ] |

## Historial de lanzamientos
| País        | Fecha                 | Formato                      |
| ----------- | --------------------- | ---------------------------- |
| Argentina   | 20 de enero de 2009   | Descarga digital             |
| Argentina   | 27 de enero de 2009   | Mainstream, rhythmic airplay |
| Australia   | 30 de enero de 2009   | Descarga digital             |
| Alemania    | 23 de febrero de 2009 | Descarga digital             |
| Alemania    | 3 de marzo de 2009    | Sencillo en CD               |
| Francia     | 24 de febrero de 2009 | Sencillo en CD               |
| Reino Unido | 17 de marzo de 2009   | Descarga digital             |